# Dret sexual
El dret sexual, dret sexual patriarcal, dret sexual masculí o dret sexual masculí damunt la dona és la idea masclista de que els homes, en tant que mascles, tenen dret a satisfer el seu desig sexual independentment del desig i consentiment de l'altra persona. Té validesa moral, efecte jurídic i component religiós. Tot i que la idea i la pràctica és antiga, formant part dels tradicionals "drets i obligacions" matrimonials, l'expressió per a esmentar-la no es va generalitzar fins a l'any 2012. La idea de dret sexual forma part de la cultura de la violació.
El dret sexual preten legitimitzar la violació domèstica o a desconegudes, implicant en el primer cas que una dona ha d'oferir sexe a la seva parella encara que no li vingui de gust o que no li agradi el que li proposa, i en el segon cas que van ser elles les que van dir o fer alguna cosa que va provocar el desig del violador i que per tant tenen l'obligació de satisfer-lo. Així, defensa l'esclavatge sexual dins de la família, basant-se en la "intimitat familiar i la singularitat cultural", i justifica la prostitució, considerant-la necessària pel fet de, segons aquesta ideologia, que existeix a "totes les cultures" (vegeu Androcentrisme i Universalisme masculí).
És un dels factors socials que fan augmentar el risc de violacions. Contempla que l'home necessita satisfer immediatament el seu desig, que no és capaç de controlar-se i que qualsevol impediment atempta contra la seva persona. Pel dret sexual de l'home, el cos de la dona i dels infants és "violable" mentre que el dels homes mai no ho és. Això té l'efecte que un home violat és automàticament considerat "menys home".

## Etimologia
L'expressió "dret sexual" es va popularitzar als Estats Units a partir del seu ús en referència a les agressions sexuals que van cometre els jugadors d'un equip d'hoquei de la Universitat de Boston en 2012, tot i que ja havia estat usada abans.

## Contracte sexual
La cultura masclista patriarcal ensenya les diferències "biològiques" entre homes i dones que porten als rols de gènere i la subordinació de les dones en front dels homes. Aquestes es converteixen en diferències polítiques i judicials. Així, el dret sexual de l'home sobre les dones no es limita a l'esfera privada, del matrimoni o la família sinó que transcendeix a la pública. Amb el matrimoni, la dona entrega el seu cos (abans pertanyent al seu pare) al seu marit i, per mitjà de complexes interrelacions ordenades en una estructura patriarcal, als homes en general. Cal notar que la dona pertany al marit però l'home només es pertany a ell mateix. Aquestes relacions es fonamenten en el contracte sexual.